# グッド・スポーツ
『グッド・スポーツ』(Good Sports)はファラ・フォーセットとライアン・オニールとが主演の、1991年にCBSネットワークにて放送されたアメリカ合衆国のシチュエーション・コメディである。

## 概要
この番組は、かつては有名だった盛りを過ぎた元アメリカン・フットボール選手のダウンタウン・ボビー・タネン(オニール)と、元ミス・アメリカのゲイル・ロバーツ(フォーセット)の2人をオールスポーツ・ケーブルネットワークのミスマッチなアンカーマンとして主役に据えている。絶えず自分自身とそのイメージとを心配する冷静沈着な運動選手であるボビーと、より現実的かつ穏健なゲイルという2人のキャラクターは、自分達のスポーツショーの視聴率のために表面上は双方が啀み合っていたものの、実は互いに惹かれていた。

## 共演者
- ブライアン・ドイル＝マーレイ ： ジョン・"マック"マッキニー - スポーツショーの卑屈なプロデューサー
- レイン・スミス ： R.J.ラパポート - 短気なケーブルチャンネルのオーナー
- クリーヴァント・デリックス (Cleavant Derricks) ： ジェフ・マスバーガー
- ポール・フェイグ (Paul Feig) ： リーシュ
- ロイス・スミス (Lois Smith) ： タネンド夫人

### 主要客演者
- ウィリアム・カット ： ニック・カルダー
- ヴィヴェカ・デイヴィス (Viveka Davis) ： リサ・ブラウン
- カリーム・アブドゥル＝ジャバー ： 本人役
- アーサー・バーガード (Arthur Burghardt) ：スチュー・ラムゼイ
- ライル・アルゼイド ： 本人役
- フレッド・トラヴァリーナ (Fred Travalena) ： 本人役
- クリスティン・ダンフォード (Christine Dunford) ： ミシィ・ヴァン・ジョンソン

## 制作記録
このブリスタイン-グレイ・エンタテインメント(Brillstein-Grey Entertainment)の30分番組は、監督をスタン・ラサン(Stan Lathan)、製作をアラン・ツァイベル(Alan Zweibel)、主題歌をアル・グリーンが担当し、1991年1月10日に初回エピソード"Pros and Ex-Cons"(プロと前科者)が放映されたが、1991年7月13日に全15話のうち9話"A Class Act"(良き手本)を放送した時点で打ち切りとなった。

## 各話タイトル
シーズン1
エピソード1 "プロス・アンド・イクス-コンズ" (1991年1月10日 放送)
エピソード2 "ゲイル・ウドゥント・ドゥ・ザット" (未放送)
エピソード3 "ザ・ビガー・ゼイ・アー、ザ・ハーダー・ゼイ・ヒット" (1991年2月7日 放送)
エピソード4 "ジョン・マッキニー・イズ・ア・ノー・イエス・マン" (1991年2月14日 放送)
エピソード5 "ザ・リヴューズ・アー・イン" (1991年2月25日 放送)
エピソード6 "ア・キス・イズ・ジャスト・ア・キス" (1991年3月18日 放送)
エピソード7 "ザ・シンシナティ・キッズ" (1991年5月27日 放送)
エピソード8 "ザ・ムーディ・ブルース・スウィング" (未放送)
エピソード9 "ア・ブック・イズ・ジャスト・ア・ブック" (未放送)
エピソード10 "イレクトリシティ" (未放送)
エピソード11 "ムーヴィン・イン" (未放送)
エピソード12 "ラヴ・ミーンズ・ネヴァー・ハヴィング・トゥ・セイ・ユーア・ハピィ" (1991年6月15日 放送)
エピソード13 "ボビー・アンド・ゲイル・ゴー・オン・ア・ディト" (未放送)
エピソード14 "ザ・リターン・オブ・ニック" (1991年7月6日 放送)
エピソード15 "ア・クラス・アクト" (1991年7月13日 放送)